# NGC 6203
NGC 6203 is een lensvormig sterrenstelsel in het sterrenbeeld Hercules. Het hemelobject werd op 6 juni 1864 ontdekt door de Duitse astronoom Albert Marth.

## Synoniemen
- MCG 4-39-19
- ZWG 138.55
- NPM1G +23.0430
- PGC 58729